# Lena Connell
Adelin Beatrice „Lena“ Connell, als Fotografin auch Beatrice Cundy (* 27. Juli 1875 in London; † 4. März 1949 ebenda) war eine englische-britische Fotografin und Suffragette. Ihre Werke sind heute Teil der Sammlung der National Portrait Gallery in London.

## Leben
Connell wurde als Tochter von Frederic und Catherine Connell geboren. Ihr Vater und Großvater hatten hochwertige Uhren hergestellt, aber das Interesse ihres Vaters verlagerte sich auf die Fotografie und er arbeitet in einem Fotogeschäft. Das Fotogeschäft machte seine beiden Töchter Dora und Alina zu Fotoassistentinnen und führte zu deren beruflichem Werdegang.
Connell gründete ihr eigenes Fotogeschäft und stellte ihre Arbeiten 1901 professionell auf der New Gallery Exhibition aus. Sie beschäftigte weibliche Mitarbeiter. 1903 wurde sie zum Mitglied der Professional Photographers' Association gewählt. Es heißt, sie sei die erste Fotografin gewesen, die Männer porträtierte. 1911 suchte Connell in der Zeitschrift The Suffragette eine Assistentin für ihr Atelier in St. John's Wood.
Connell fotografierte führende Mitglieder der Women’s Freedom League sowie Emmeline Pankhurst und andere Suffragetten der Women’s Social and Political Union. Sie interessierte sich für die Suffragettenbewegung, nachdem sie beauftragt worden war, die Suffragette Gladice Keevil nach ihrer Entlassung aus dem Gefängnis zu fotografieren. Fotografien führender Suffragetten wurden zu Postkarten verarbeitet und an Unterstützerinnen verkauft, um Spenden zu sammeln. Connell wurde Mitglied der WSPU in Hampstead und arbeitete zusammen mit Cicely Hamilton an Edith Craigs Inszenierung ihres kultigen Stücks A Pageant of Women. Connells daraus resultierende Porträts der Beteiligten, Ellen Terry, Christopher St John, Hamilton und Craig, wurden 1910/1911 in der Royal Photographic Society ausgestellt.
Connell heiratete 1914 Jack Cundy, schloss 1922 ihr Geschäft und beschloss, sich unter ihrem Ehenamen Beatrice Cundy auf die Fotografie außerhalb des Ateliers zu spezialisieren. Sie stellte weiterhin ihre Arbeiten aus, und im Juni 1929 und Oktober 1932 fand im Halcyon Club eine Ausstellung ihrer „At-Home-Porträts“ statt.
Connell starb 1949. Abzüge ihrer Fotografien werden in der National Portrait Gallery in London aufbewahrt.